# Entrée Dixon

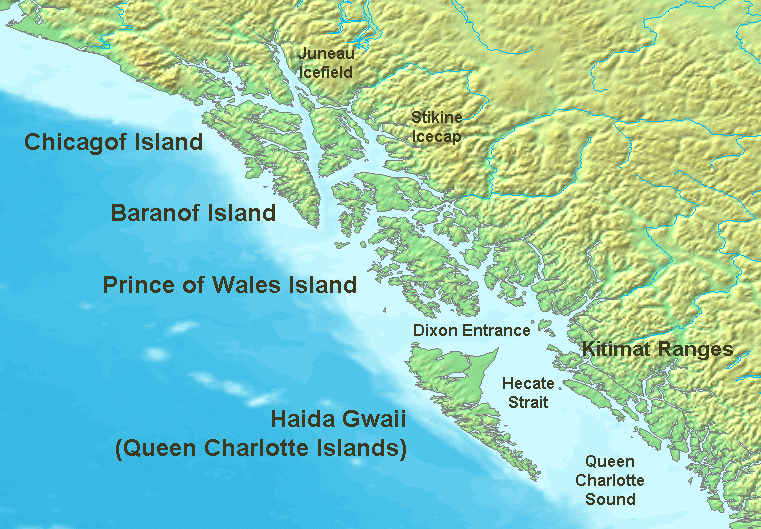
Les îles et principaux détroits et passages de la côte nord-ouest Pacifique.

Pour les articles homonymes, voir Dixon.
L'entrée Dixon (en anglais Dixon Entrance) est un détroit d'environ 80 km de long et de large de la côte Pacifique nord-ouest du continent américain. Il marque la frontière internationale entre l'Alaska (États-Unis) et la Colombie-Britannique (Canada). 
Il se situe entre les îles Alexandre et le détroit de Clarence (Clarence strait) en Alaska au nord et Haïda Gwaïi et le détroit d'Hecate en Colombie Britannique.
L'entrée Dixon fait partie du Passage Intérieur (Inside Passage). Une partie de la zone frontalière de l'entrée est disputée entre les États-Unis et le Canada.
L'entrée Dixon est nommée d'après le capitaine Dixon qui explora la région en 1787. Le nom en indien Haïda est Seegaay.
Haïda Gwaïi au sud était le pays de la nation amérindienne des Haïdas. Au nord, l'île du Prince-de-Galles de l'archipel Alexandre était également peuplée par une branche de la nation Haïda connue sous le nom de Kaigani Haïdan, les Haïdas fréquentant régulièrement les eaux du détroit.
L'entrée Dixon a été désignée comme territoire canadien par le 1903 Alaska Boundary Award, qui a établi la A-B Line 54°40'N qui est la frontière maritime entre le Canada et les États-Unis. Cependant des différends territoriaux subsistent car les Américains ne reconnaissent pas l'A-B Line pour ce qui concerne les ressources du sous-sol marin ou les droits de pêche et ne font pas apparaitre la frontière établie par le traité sur leurs propres cartes.

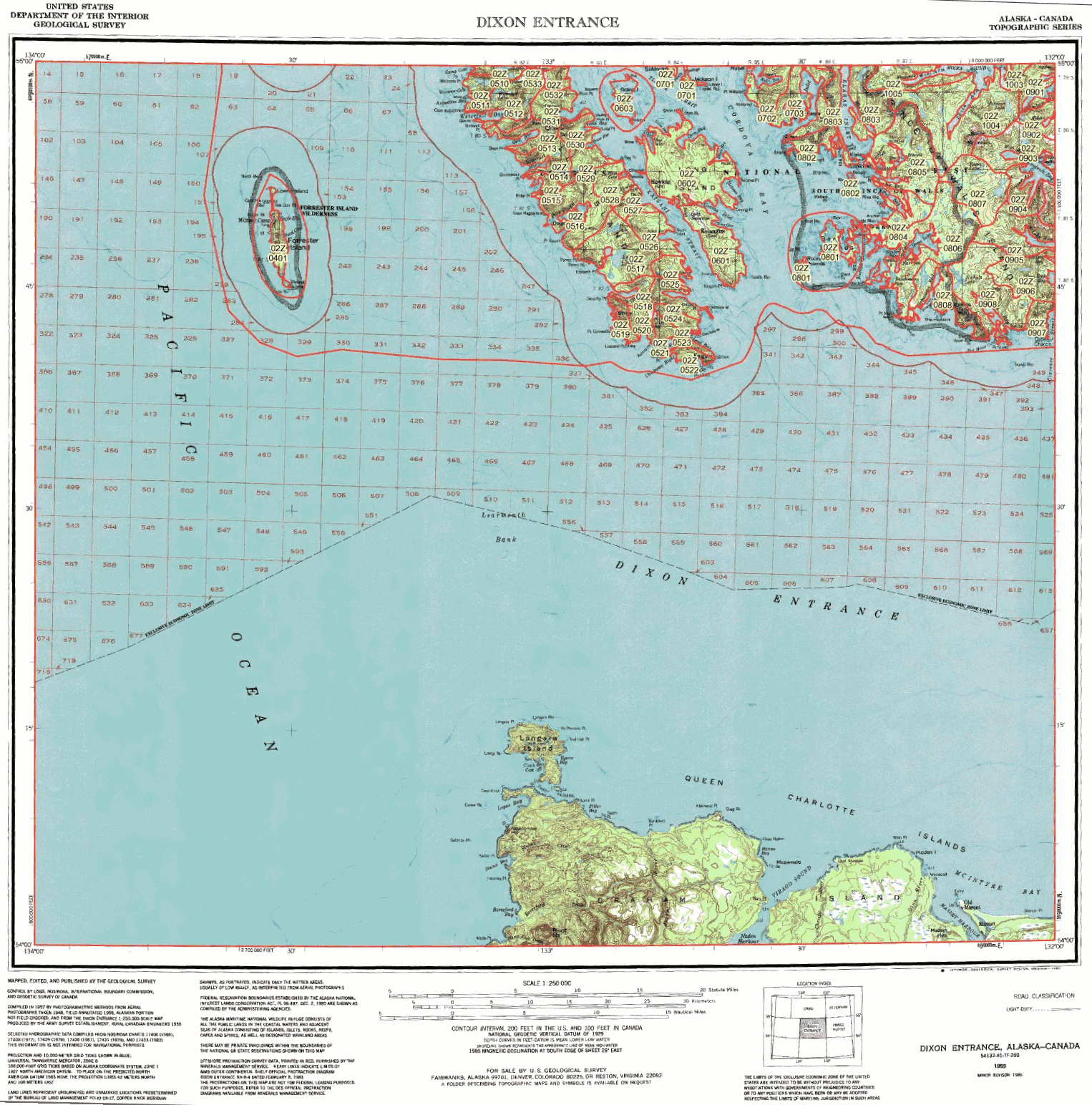
Carte de l'entrée Dixon montrant la frontière actuellement réclamée par les États-Unis

## Source
- (en) Cet article est partiellement ou en totalité issu de l’article de Wikipédia en anglais intitulé « Dixon Entrance » (voir la liste des auteurs).